# Теодорович, Юлиус
Юлиус Теодорович (англ. Julius Theodorowicz, первоначально Юлиуш Станислав Теодорович, пол. Juliusz Stanisław Teodorowicz; 7 марта 1877, Ярослав — 22 октября 1964, Ньютон, штат Массачусетс) — американский скрипач польского происхождения. С 1921 г. гражданин США.
Окончил Венскую консерваторию (1892), на протяжении нескольких лет концертировал по городам Австро-Венгрии. В 1898 г. по приглашению дирижёра Вильгельма Герике прибыл в США и в течение пяти сезонов играл в Бостонском симфоническом оркестре. Затем в 1902—1907 гг. вторая скрипка Квартета Кнайзеля. В 1907—1946 гг. вновь оркестрант Бостонского симфонического оркестра, с 1919 г. вице-концертмейстер. В 1916—1936 гг. концертмейстер Бостонского оркестра лёгкой музыки — уменьшенного состава Бостонского симфонического, предназначенного для популярных концертов. Оставил несколько записей со своими оркестрами — в частности, Ave Maria Франца Шуберта в переложении Августа Вильгельми (с Бостонским оркестром лёгкой музыки под управлением Артура Фидлера). Выступал также в составе фортепианного трио Теодоровичей, со своей женой Хейзел, урождённой Ньюэлл (англ. Hazel Newell; 1894—1978), виолончелисткой, и пианистом Карлом Лэмсоном; в связи с тем, что Лэмсон был многолетним аккомпаниатором Фрица Крейслера, Теодорович исполнял ряд ансамблевых партий в крейслеровских аранжировках. Дирижировал камерным оркестром, в летние месяцы выступавшим с ежедневными концертами в Лейк-Плэсиде. У Теодоровича частным образом учился скрипичной игре Уолтер Пистон.
Брат, Феликс Теодорович (1878—1944) — польский педагог и биолог, первый в Польше специалист по разведению грибов.